# Campeonato Descentralizado 2009
El Campeonato Descentralizado de la Primera División de fútbol profesional del Perú, fue la 93.ª edición de la Liga Peruana y la "cuadragésima cuarta" que se realiza bajo la denominación de Descentralizado. Se inició el sábado 14 de febrero de 2009 y finalizó el domingo 13 de diciembre del mismo año. Participaron 16 equipos y se otorgaron tres cupos tanto para la Copa Libertadores 2010 como para la Copa Sudamericana 2010.

## Sistema de competición
Se jugó en tres etapas: en la primera, los equipos jugaron en la modalidad de todos contra todos (fase regular); en la segunda etapa lo hicieron a través de dos series; en la tercera etapa los ganadores de cada serie disputaron una final por el título nacional.
Luego de terminar las 30 fechas de la fase regular, los equipos fueron separados en dos octogonales de acuerdo a su posición final. Los que terminaron en las posiciones pares conformaron un grupo y los que lo hicieron en las impares, otro. En las liguillas, el puntaje no regresó a cero; cada equipo empezó con el que hicieron en la fase regular. Los campeones de ambos grupos clasificaron a la Copa Libertadores 2010 y disputaron el Título Nacional en dos play-offs. El tercer equipo clasificado para la Copa Libertadores fue el que contó con mejor puntaje acumulado (sin contar a los campeones de cada grupo), mientras que los tres equipos subsiguientes obtuvieron un cupo para la Copa Sudamericana 2010. El mismo método fue utilizado para definir el descenso: los 2 equipos con peor puntaje acumulado descendieron a la Segunda División.

## Ascensos y descensos
Hubo 2 Descensos en la Temporada 2008 y 4 Ascensos (2 Campeón-Subcampeón de Copa Perú y 2 Campeón-Subcampeón de Segunda División) en esta Temporada.
Por lo que se aumentan de 14 a 16 equipos para este 2009.
| Posición                        | Descendidos a la Segunda División 2009      |
| ------------------------------- | ------------------------------------------- |
| 12° 1D 2008 Perd. Def. Descenso | Atlético Minero (Segunda División 2009) (D) |
| 14° 1D 2008                     | Sport Boys (Segunda División 2009) (D)      |

| Posición                      | Ascendidos de la Copa Perú y Segunda División 2008                                                      |
| ----------------------------- | --- |
| 1. 1º Cuadrang. Final CP 2008 | Sport Huancayo (Copa Perú 2008 Cuadrangular Final) Asciende                                             |
| 2. 2º Cuadrang. Final CP 2008 | CNI de Iquitos (Copa Perú 2008 Cuadrangular Final) Asciende                                             |
| 3. 1º 2D 2008                 | Total Clean FBC (Segunda División 2008, Fusión con Atlético Chalaco forma al Total Chalaco FC) Asciende |
| 4. 2º 2D 2008                 | Inti Gas Deportes (Segunda División 2008) Asciende                                                      |

- El Huancaína Sport Club se Cambió de Nombre a Sport Huancayo en 2008, y Campeonó la Copa Perú 2008 Cuadrangular Final Ascendiendo a Primera División 2009.
- El Total Clean FBC Campeonó en la Segunda División 2008, pero se fusionó con Atlético Chalaco formando al Total Chalaco FC Ascendido a Primera División 2009.
- El Loreto FC antes (Club Olímpico Somos Perú) jugaba en Iquitos, no tuvo mucha acogida, fue asumido por Rofilio Neyra en mayo de 2008, renombrando como Inti Gas Deportes y Campeonó en la Segunda División 2008 Ascendiendo a Primera División 2009.

## Equipos participantes
| Equipo                    | Ciudad   | Estadio                          | Capacidad | Césped     | Indumentaria |
| ------------------------- | -------- | -------------------------------- | --------- | ---------- | ------------ |
| Alianza Atlético          | Sullana  | Campeones del 36                 | 8.000     | Natural    | Walon        |
| Alianza Lima              | Lima     | Alejandro Villanueva             | 35.000    | Natural    | Marathon     |
| Cienciano                 | Cuzco    | Garcilaso                        | 42.056    | Natural    | Lotto        |
| Colegio Nacional Iquitos  | Iquitos  | Max Augustin                     | 25.000    | Artificial | Mitre/Joma   |
| Coronel Bolognesi         | Tacna    | Jorge Basadre                    | 23.450    | Natural    | Mitre/Joma   |
| FBC Melgar                | Arequipa | Universidad Nacional San Agustín | 50.000    | Natural    | Mitre/Joma   |
| Inti Gas Deportes         | Ayacucho | Ciudad de Cumaná                 | 15.000    | Natural    | Loma's       |
| José Gálvez               | Chimbote | Manuel Rivera Sánchez            | 25.000    | Artificial | Loma's       |
| Juan Aurich               | Chiclayo | Elías Aguirre                    | 24.500    | Artificial | Walon        |
| Sport Ancash              | Huaraz   | Rosas Pampa                      | 20.000    | Natural    | Loma's       |
| Sport Huancayo            | Huancayo | Huancayo                         | 20.000    | Natural    | Walon        |
| Sporting Cristal          | Lima     | San Martín de Porres             | 18.000    | Natural    | Joma         |
| Total Chalaco             | Callao   | Miguel Grau                      | 17.000    | Natural    | Convert      |
| Universidad César Vallejo | Trujillo | Mansiche                         | 25.036    | Artificial | Real         |
| Universidad San Martín    | Lima     | San Martín de Porres             | 18.000    | Natural    | Umbro        |
| Universitario de Deportes | Lima     | Monumental                       | 80.093    | Natural    | Umbro        |

## Primera etapa
- El Huancaína Sport Club se Cambió de Nombre a Sport Huancayo en 2008, y Campeonó la Copa Perú 2008 Cuadrangular Final Ascendiendo a Primera División 2009.
- El Total Clean FBC Campeonó en la Segunda División 2008, pero se fusionó con Atlético Chalaco formando al Total Chalaco FC para esta Temporada 2009 Ascendido a Primera División 2009.
- El Loreto FC antes (Club Olímpico Somos Perú) jugaba en Iquitos, no tuvo mucha acogida, fue asumido por Rofilio Neyra en mayo de 2008, renombrando como Inti Gas Deportes y Campeonó en la Segunda División 2008 Ascendiendo a Primera División 2009.

| Pos. | Equipo            | Pts. | PJ | PG | PE | PP | GF | GC | DG  |
| ---- | ----------------- | ---- | -- | -- | -- | -- | -- | -- | --- |
| 1    | Juan Aurich       | 55   | 30 | 15 | 10 | 5  | 46 | 31 | +15 |
| 2    | Universitario     | 54   | 30 | 15 | 9  | 6  | 37 | 22 | +15 |
| 3    | Alianza Lima      | 51   | 30 | 15 | 6  | 9  | 38 | 31 | +7  |
| 4    | Sport Huancayo    | 48   | 30 | 14 | 6  | 10 | 46 | 32 | +14 |
| 5    | U. César Vallejo  | 48   | 30 | 13 | 9  | 8  | 41 | 33 | +8  |
| 6    | U. San Martín *   | 47   | 30 | 12 | 11 | 7  | 45 | 34 | +11 |
| 7    | Sporting Cristal  | 42   | 30 | 12 | 6  | 12 | 53 | 36 | +17 |
| 8    | Cienciano         | 42   | 30 | 10 | 12 | 8  | 41 | 38 | +3  |
| 9    | Inti Gas          | 41   | 30 | 11 | 8  | 11 | 36 | 31 | +5  |
| 10   | FBC Melgar        | 41   | 30 | 11 | 8  | 11 | 36 | 41 | -5  |
| 11   | José Gálvez       | 39   | 30 | 11 | 6  | 13 | 28 | 37 | -9  |
| 12   | Total Chalaco     | 37   | 30 | 9  | 10 | 11 | 41 | 40 | +1  |
| 13   | CNI               | 31   | 30 | 9  | 4  | 17 | 24 | 39 | -15 |
| 14   | Alianza Atlético  | 30   | 30 | 7  | 9  | 14 | 28 | 42 | -14 |
| 15   | Sport Ancash      | 27   | 30 | 7  | 6  | 17 | 27 | 50 | -23 |
| 16   | Coronel Bolognesi | 20   | 30 | 3  | 11 | 16 | 25 | 58 | -33 |

|  |                             |
|  | Avanza al grupo de impares. |
|  | Avanza al grupo de pares.   |

- (*) Tras jugar la primera fecha, Cienciano, CNI y Universidad San Martín fueron sancionados por la ADFP con la pérdida de los puntos que lograron en la primera fecha: los dos primeros tras alinear jugadores suspendidos, y el último por alinear un número de extranjeros mayor al permitido. A todos ellos se les concedió un marcador en contra de 0-3. No obstante, ese resultado no se les aplicó a sus rivales, para quienes tuvo validez el resultado original del partido.[5] Sin embargo, CNI y Cienciano presentaron una apelación a la Comisión de Justicia de la FPF, la cual fue aceptada. Por consiguiente, se les devolvió los puntos obtenidos en la primera fecha.[6]

### Resultados
Las filas corresponden a los juegos de local de cada uno de los equipos, mientras que las columnas corresponden a los juegos de visitante. Los resultados en color azul corresponden a victoria del equipo local, rojo a victoria visitante y blanco a empate.
|                  | AAS | AL  | BOL | CIE | CNI | INT | JG  | AUR | MEL | ANC | SHU | SC  | TCH | UCV  | USM | U   |
| ---------------- | --- | --- | --- | --- | --- | --- | --- | --- | --- | --- | --- | --- | --- | ---- | --- | --- |
| Alianza Atlético |     | 1-0 | 2-0 | 1-1 | 0-0 | 1-3 | 2-1 | 0-0 | 1-1 | 2-0 | 3-1 | 0-2 | 3-0 | 1-2  | 0-0 | 1-2 |
| Alianza Lima     | 0-0 |     | 1-0 | 2-0 | 4-0 | 2-1 | 1-3 | 1-1 | 0-2 | 1-0 | 2-1 | 2-1 | 2-2 | 1-1  | 0-1 | 0-1 |
| Bolognesi        | 2-1 | 1-2 |     | 0-0 | 2-3 | 2-3 | 1-0 | 1-1 | 3-2 | 0-1 | 0-0 | 2-2 | 1-4 | 2-2  | 1-4 | 0-0 |
| Cienciano        | 3-0 | 0-2 | 0-0 |     | 2-1 | 3-0 | 1-0 | 5-1 | 2-1 | 0-0 | 0-3 | 5-5 | 2-2 | 1-1  | 1-1 | 1-1 |
| CNI              | 0-1 | 1-2 | 2-0 | 1-3 |     | 1-0 | 0-1 | 0-1 | 1-0 | 2-0 | 2-0 | 0-0 | 1-0 | 2-0  | 0-2 | 1-0 |
| Inti Gas         | 2-0 | 3-0 | 1-1 | 0-1 | 2-0 |     | 1-0 | 0-0 | 1-1 | 1-1 | 2-3 | 3-1 | 0-0 | 2-0  | 1-1 | 1-0 |
| José Gálvez      | 2-1 | 1-3 | 1-0 | 1-1 | 2-1 | 1-0 |     | 1-1 | 1-1 | 3-1 | 1-1 | 2-1 | 2-1 | 1-0  | 0-2 | 0-1 |
| Juan Aurich      | 3-2 | 1-2 | 2-0 | 1-1 | 4-1 | 1-0 | 3-0 |     | 2-2 | 3-2 | 3-1 | 2-1 | 2-0 | 3-0  | 1-0 | 2-0 |
| Melgar           | 2-1 | 0-1 | 2-1 | 2-2 | 2-1 | 0-2 | 1-0 | 1-3 |     | 3-1 | 1-0 | 1-0 | 1-0 | 1-1  | 1-0 | 0-0 |
| Sport Ancash     | 2-0 | 2-1 | 2-2 | 2-1 | 1-0 | 2-0 | 1-2 | 0-0 | 2-2 |     | 1-2 | 0-5 | 0-2 | 0-1  | 1-1 | 1-2 |
| Sport Huancayo   | 3-0 | 2-0 | 7-0 | 2-0 | 3-1 | 1-0 | 1-0 | 2-0 | 2-0 | 3-0 |     | 0-2 | 0-0 | 3-2  | 1-1 | 0-0 |
| Sporting Cristal | 5-0 | 0-1 | 5-0 | 0-2 | 2-0 | 2-2 | 2-0 | 1-0 | 1-2 | 2-0 | 3-1 |     | 0-1 | 1-0  | 3-4 | 1-1 |
| Total Chalaco    | 1-1 | 2-2 | 2-2 | 4-0 | 2-1 | 1-1 | 4-0 | 0-0 | 3-2 | 1-2 | 1-0 | 1-3 |     | 2-3  | 4-2 | 1-1 |
| U. César Vallejo | 0-0 | 0-1 | 3-0 | 0-1 | 1-1 | 2-1 | 2-0 | 3-3 | 5-1 | 1-0 | 2-1 | 1-0 | 1-0 |      | 1-1 | 3-1 |
| U. San Martín    | 3-2 | 1-1 | 3-1 | 2-1 | 0-0 | 1-2 | 1-1 | 4-1 | 3-1 | 2-1 | 1-1 | 2-2 | 2-0 | 1-1* |     | 0-1 |
| Universitario    | 1-1 | 2-1 | 0-0 | 2-1 | 2-0 | 2-1 | 1-1 | 0-1 | 1-0 | 5-1 | 4-1 | 1-0 | 3-0 | 1-2  | 1-0 |     |

- (*) La Universidad San Martín fue castigada con la pérdida del punto que obtuvo en el partido frente a la Universidad César Vallejo (1-1), jugado en la primera fecha. Además, se le adjudicó una derrota de 0-3. Sin embargo, ese resultado no se aplicó en favor de su rival, para quien el resultado original del encuentro fue válido.[5]

## Segunda etapa

### Serie impar
| #   | Equipo                    | PJ | G  | E  | P  | GF | GC | Dif | Pts |
| --- | ------------------------- | -- | -- | -- | -- | -- | -- | --- | --- |
| 1.º | Alianza Lima              | 44 | 22 | 10 | 12 | 59 | 46 | +13 | 76  |
| 2.º | Juan Aurich               | 44 | 20 | 14 | 10 | 61 | 44 | +17 | 74  |
| 3.º | Universidad César Vallejo | 44 | 17 | 16 | 11 | 60 | 51 | +9  | 67  |
| 4.º | Inti Gas                  | 44 | 18 | 10 | 16 | 58 | 51 | +7  | 64  |
| 5.º | Sporting Cristal          | 44 | 16 | 9  | 19 | 71 | 55 | +16 | 57  |
| 6.º | José Gálvez               | 44 | 15 | 7  | 22 | 43 | 59 | -16 | 52  |
| 7.º | CNI                       | 44 | 14 | 8  | 22 | 39 | 59 | -20 | 50  |
| 8.º | Sport Ancash              | 44 | 13 | 9  | 22 | 40 | 61 | -21 | 48  |

|  |                                                               |
|  | Clasificado a la Copa Libertadores 2010 y a la tercera etapa. |

|                  | AL  | CNI | INT | JG  | AUR | ANC | SC  | UCV |
| ---------------- | --- | --- | --- | --- | --- | --- | --- | --- |
| Alianza Lima     |     | 2-1 | 3-1 | 1-1 | 1-0 | 1-0 | 1-0 | 2-2 |
| CNI              | 0-3 |     | 1-1 | 2-1 | 1-0 | 1-0 | 3-1 | 1-1 |
| Inti Gas         | 3-2 | 2-1 |     | 2-1 | 2-2 | 1-0 | 2-0 | 2-1 |
| José Gálvez      | 0-1 | 1-3 | 0-3 |     | 3-1 | 1-0 | 3-1 | 0-1 |
| Juan Aurich      | 2-1 | 3-0 | 2-0 | 1-2 |     | 1-1 | 0-0 | 2-1 |
| Sport Ancash     | 2-0 | 0-0 | 2-1 | 1-0 | 1-0 |     | 1-0 | 4-0 |
| Sporting Cristal | 1-1 | 4-0 | 2-1 | 3-2 | 0-1 | 4-0 |     | 1-3 |
| U. César Vallejo | 2-2 | 1-1 | 3-1 | 2-0 | 0-0 | 1-1 | 1-1 |     |

### Serie par
| #   | Equipo                 | PJ | G  | E  | P  | GF | GC | Dif | Pts |
| --- | ---------------------- | -- | -- | -- | -- | -- | -- | --- | --- |
| 1.º | Universitario          | 44 | 23 | 12 | 9  | 59 | 32 | +27 | 81  |
| 2.º | Sport Huancayo         | 44 | 21 | 7  | 16 | 64 | 57 | +7  | 70  |
| 3.º | Universidad San Martín | 44 | 18 | 15 | 11 | 64 | 48 | +16 | 69  |
| 4.º | FBC Melgar             | 44 | 15 | 13 | 16 | 59 | 62 | -3  | 58  |
| 5.º | Cienciano              | 44 | 14 | 16 | 14 | 58 | 63 | -5  | 58  |
| 6.º | Total Chalaco          | 44 | 12 | 15 | 17 | 62 | 64 | -2  | 51  |
| 7.º | Alianza Atlético       | 44 | 12 | 13 | 19 | 44 | 58 | -14 | 49  |
| 8.º | Coronel Bolognesi      | 44 | 7  | 15 | 22 | 42 | 76 | -34 | 36  |

|  |                                                               |
|  | Clasificado a la Copa Libertadores 2010 y a la tercera etapa. |

|                  | AAS | BOL | CIE | MEL | SHU | TCH | USM | U   |
| ---------------- | --- | --- | --- | --- | --- | --- | --- | --- |
| Alianza Atlético |     | 2-2 | 2-0 | 4-1 | 2-1 | 1-2 | 2-1 | 0-1 |
| Bolognesi        | 2-0 |     | 2-2 | 1-0 | 2-0 | 2-2 | 1-2 | 0-1 |
| Cienciano        | 1-0 | 2-0 |     | 1-4 | 3-0 | 4-1 | 1-1 | 1-1 |
| Melgar           | 1-1 | 2-1 | 0-0 |     | 3-1 | 1-1 | 0-1 | 5-0 |
| Sport Huancayo   | 0-0 | 2-1 | 3-2 | 3-1 |     | 2-0 | 1-0 | 1-0 |
| Total Chalaco    | 0-0 | 1-2 | 4-0 | 2-2 | 5-1 |     | 2-2 | 0-3 |
| U. San Martín    | 0-2 | 2-1 | 5-0 | 2-2 | 1-2 | 1-0 |     | 1-0 |
| Universitario    | 4-0 | 0-0 | 2-0 | 3-1 | 5-0 | 2-1 | 0-0 |     |

## Final Nacional
| 8 de diciembre de 2009, 16:00 | Alianza Lima | 0:1 (0:1) | Universitario  | Estadio Alejandro Villanueva, Lima                                    |                                                                       |
|                               |              | Reporte   | Piero Alva 29' | Asistencia: 32.441 espectadores Árbitro(s): Víctor Hugo Rivera (Perú) | Asistencia: 32.441 espectadores Árbitro(s): Víctor Hugo Rivera (Perú) |

| 13 de diciembre de 2009, 15:30 | Universitario             | 1:0 (1:0) | Alianza Lima | Estadio Monumental, Lima                                           |                                                                    |
|                                | Nolberto Solano 9' (pen.) | Reporte   |              | Asistencia: 42.076 espectadores Árbitro(s): Víctor Carrillo (Perú) | Asistencia: 42.076 espectadores Árbitro(s): Víctor Carrillo (Perú) |

### Partido de vuelta
| 1          | POR        | Raúl Fernández    |     |
| 16         | DEF        | Renzo Revoredo    |     |
| 2          | DEF        | John Galliquio    |     |
| 3          | DEF        | Carlos Galván     |     |
| 28         | DEF        | Jesús Rabanal     |     |
| 24         | MED        | Nolberto Solano   | 45' |
| 6          | MED        | Rainer Torres     |     |
| 21         | MED        | Rodolfo Espinoza  |     |
| 9          | DEL        | Raúl Ruidíaz      | 60' |
| 23         | DEL        | Piero Alva        |     |
| 18         | DEL        | Ronaille Calheira | 78' |
| Entrenador | Entrenador | Juan Reynoso      |     |

| 12         | POR        | Salomón Libman            |     |
| 2          | DEF        | Eduardo Uribe             | 60' |
| 5          | DEF        | Pedro Aparicio            |     |
| 3          | DEF        | Orlando Contreras         |     |
| 4          | DEF        | Leandro Fleitas           |     |
| 8          | MED        | Juan Jayo                 |     |
| 28         | MED        | Edgar Gonzales            |     |
| 11         | MED        | Henry Quinteros           |     |
| 20         | MED        | Johnnier Montaño          |     |
| 15         | DEL        | Wilmer Aguirre            | 45' |
| 18         | DEL        | Juan Diego Gonzales-Vigil | 67' |
| Entrenador | Entrenador | Gustavo Costas            |     |

| 15 | MED | Johan Vásquez       | 45' |
| 17 | MED | Giancarlo Carmona   | 60' |
| 11 | DEL | Gianfranco Labarthe | 78' |

| 19 | DEL | Roberto Ovelar        | 45' |
| 30 | MED | Alexander Sánchez     | 60' |
| 22 | DEL | José Carlos Fernández | 67' |

| Penal | 9' | Nolberto Solano | 1-0 |

| Amonestado | 3'  | Rainer Torres |
| Amonestado | 28' | Raúl Ruidíaz  |
| Amonestado | 93' | Johan Vásquez |

| Amonestado | 34' | Orlando Contreras |
| Amonestado | 43' | Pedro Aparicio    |
| Amonestado | 56' | Salomón Libman    |
| Amonestado | 67' | Juan Jayo         |

| Árbitro | Víctor Hugo Carrillo |

| 1          | POR        | Raúl Fernández    |     |
| 16         | DEF        | Renzo Revoredo    |     |
| 2          | DEF        | John Galliquio    |     |
| 3          | DEF        | Carlos Galván     |     |
| 28         | DEF        | Jesús Rabanal     |     |
| 24         | MED        | Nolberto Solano   | 45' |
| 6          | MED        | Rainer Torres     |     |
| 21         | MED        | Rodolfo Espinoza  |     |
| 9          | DEL        | Raúl Ruidíaz      | 60' |
| 23         | DEL        | Piero Alva        |     |
| 18         | DEL        | Ronaille Calheira | 78' |
| Entrenador | Entrenador | Juan Reynoso      |     |

| 12         | POR        | Salomón Libman            |     |
| 2          | DEF        | Eduardo Uribe             | 60' |
| 5          | DEF        | Pedro Aparicio            |     |
| 3          | DEF        | Orlando Contreras         |     |
| 4          | DEF        | Leandro Fleitas           |     |
| 8          | MED        | Juan Jayo                 |     |
| 28         | MED        | Edgar Gonzales            |     |
| 11         | MED        | Henry Quinteros           |     |
| 20         | MED        | Johnnier Montaño          |     |
| 15         | DEL        | Wilmer Aguirre            | 45' |
| 18         | DEL        | Juan Diego Gonzales-Vigil | 67' |
| Entrenador | Entrenador | Gustavo Costas            |     |

| 15 | MED | Johan Vásquez       | 45' |
| 17 | MED | Giancarlo Carmona   | 60' |
| 11 | DEL | Gianfranco Labarthe | 78' |

| 19 | DEL | Roberto Ovelar        | 45' |
| 30 | MED | Alexander Sánchez     | 60' |
| 22 | DEL | José Carlos Fernández | 67' |

| Penal | 9' | Nolberto Solano | 1-0 |

| Amonestado | 3'  | Rainer Torres |
| Amonestado | 28' | Raúl Ruidíaz  |
| Amonestado | 93' | Johan Vásquez |

| Amonestado | 34' | Orlando Contreras |
| Amonestado | 43' | Pedro Aparicio    |
| Amonestado | 56' | Salomón Libman    |
| Amonestado | 67' | Juan Jayo         |

| Árbitro | Víctor Hugo Carrillo |

|                                            |
| Campeón Nacional Universitario 25.º título |

## Tabla acumulada
Muestra los puntos que obtuvieron los equipos a lo largo de toda la temporada. Clasificaron a la Copa Libertadores los dos equipos que terminaron como líderes de sus grupos en la segunda etapa, a los que se les unió el que tuvo mayor puntaje acumulado. Los tres equipos subsiguientes accedieron a la Copa Sudamericana. Además, los dos equipos con menor puntaje descendieron a la Segunda División.
| #    | Equipo                    | PJ | G  | E  | P  | GF | GC | Dif | Pts |
| ---- | ------------------------- | -- | -- | -- | -- | -- | -- | --- | --- |
| 1.º  | Universitario             | 44 | 23 | 12 | 9  | 59 | 32 | +27 | 81  |
| 2.º  | Alianza Lima              | 44 | 22 | 10 | 12 | 59 | 46 | +13 | 76  |
| 3.º  | Juan Aurich               | 44 | 20 | 14 | 10 | 61 | 44 | +17 | 74  |
| 4.º  | Sport Huancayo            | 44 | 21 | 7  | 16 | 64 | 57 | +7  | 70  |
| 5.º  | Universidad San Martín    | 44 | 18 | 15 | 11 | 64 | 48 | +16 | 69  |
| 6.º  | Universidad César Vallejo | 44 | 17 | 16 | 11 | 60 | 51 | +9  | 67  |
| 7.º  | Inti Gas                  | 44 | 18 | 10 | 16 | 58 | 51 | +7  | 64  |
| 8.º  | FBC Melgar                | 44 | 15 | 13 | 16 | 59 | 62 | -3  | 58  |
| 9.º  | Cienciano                 | 44 | 14 | 16 | 14 | 58 | 63 | -5  | 58  |
| 10.º | Sporting Cristal          | 44 | 16 | 9  | 19 | 71 | 55 | +16 | 57  |
| 11.º | José Gálvez               | 44 | 15 | 7  | 22 | 43 | 59 | -16 | 52  |
| 12.º | Total Chalaco             | 44 | 12 | 15 | 17 | 62 | 64 | -2  | 51  |
| 13.º | CNI                       | 44 | 14 | 8  | 22 | 39 | 59 | -20 | 50  |
| 14.º | Alianza Atlético          | 44 | 12 | 13 | 19 | 44 | 58 | -14 | 49  |
| 15.º | Sport Ancash              | 44 | 13 | 9  | 22 | 40 | 61 | -21 | 48  |
| 16.º | Coronel Bolognesi         | 44 | 7  | 15 | 22 | 42 | 76 | -34 | 36  |

|  |                                          |
|  | Clasificado a la Copa Libertadores 2010. |
|  | Clasificado a la Copa Sudamericana 2010. |
|  | Descendido a la Segunda División 2010.   |

## Goleadores
| Jugador   | Jugador             | Goles | Equipo (s)                        |
| --------- | ------------------- | ----- | --------------------------------- |
| Paraguay  | Richar Estigarribia | 26    | Total Chalaco                     |
| Colombia  | Héctor Hurtado      | 20    | Sporting Cristal                  |
| Argentina | Sergio Ibarra       | 15    | Juan Aurich                       |
| Perú      | Ysrael Zúñiga       | 14    | FBC Melgar                        |
| Argentina | Roberto Demus       | 14    | Universidad César Vallejo         |
| Colombia  | Mayer Candelo       | 13    | Juan Aurich                       |
| Perú      | Irven Ávila         | 13    | Sport Huancayo                    |
| Paraguay  | Blas López          | 13    | Sport Huancayo                    |
| Colombia  | Martín Arzuaga      | 12    | San Martín (12) / Juan Aurich (0) |
| Perú      | Gianfranco Labarthe | 12    | Universitario                     |
| Perú      | Antonio Serrano     | 11    | Sport Ancash                      |
| Argentina | Gonzalo Ludueña     | 11    | Universidad San Martín            |
| Argentina | Claudio Velásquez   | 11    | Alianza Lima                      |
| Perú      | Saulo Aponte        | 10    | Alianza Atlético                  |
| Perú      | Paul Cominges       | 10    | José Gálvez                       |
| Paraguay  | Carlos Pérez        | 10    | San Martín (2) / Melgar (8)       |
| Perú      | Renzo Sheput        | 10    | Sporting Cristal                  |

## Asistencia y recaudación
La siguiente tabla muestra la cantidad de espectadores que acumuló cada equipo en sus respectivos partidos de local. Se asigna en su totalidad el mismo número de espectadores a ambos protagonistas de un juego, además de distinguir entre pagantes e invitados (el número de invitados se contabiliza únicamente a partir de la segunda etapa del torneo, es decir, los últimos 7 encuentros de cada equipo). También se muestra el promedio de espectadores por partido y la recaudación bruta.
| #    | Equipo                    | PJ | Pagantes | Invitados | Total   | Prom. | Recaudación (S/.) |
| ---- | ------------------------- | -- | -------- | --------- | ------- | ----- | ----------------- |
| 1.º  | CNI                       | 22 | 201.542  | 12.740    | 214.282 | 9.740 | 2.373.306,44      |
| 2.º  | Alianza Lima              | 22 | 178.891  | 17.431    | 196.322 | 8.924 | 2.467.087,61      |
| 3.º  | Juan Aurich               | 22 | 176.155  | 15.247    | 191.402 | 8.700 | 2.165.539,01      |
| 4.º  | José Gálvez               | 22 | 163.005  | 5.756     | 168.761 | 7.671 | 1.713.859,31      |
| 5.º  | Universitario de Deportes | 22 | 127.219  | 22.525    | 149.744 | 6.807 | 2.276.056,10      |
| 6.º  | Cienciano                 | 22 | 131.586  | 10.610    | 142.196 | 6.464 | 1.125.901,93      |
| 7.º  | Sport Huancayo            | 22 | 125.817  | 2.890     | 128.797 | 5.854 | 1.827.421,49      |
| 8.º  | Universidad César Vallejo | 22 | 112.126  | 4.230     | 116.356 | 5.289 | 1.385.168,00      |
| 9.º  | FBC Melgar                | 22 | 109.070  | 3.427     | 112.497 | 5.114 | 1.099.993,88      |
| 10.º | Inti Gas                  | 22 | 100.174  | 2.453     | 102.627 | 4.665 | 1.949.994,03      |
| 11.º | Sporting Cristal          | 22 | 63.874   | 14.808    | 78.682  | 3.577 | 956.496,11        |
| 12.º | Sport Ancash              | 22 | 49.321   | 2.303     | 51.624  | 2.347 | 789.241,39        |
| 13.º | Coronel Bolognesi         | 22 | 40.731   | 638       | 41.369  | 1.880 | 271.088,95        |
| 14.º | Alianza Atlético          | 22 | 31.349   | 846       | 32.195  | 1.463 | 390.549,45        |
| 15.º | Total Chalaco             | 22 | 15.941   | 3.843     | 19.784  | 899   | 171.232,86        |
| 16.º | Universidad San Martín    | 22 | 15.239   | 4.023     | 19.262  | 876   | 182.331,36        |

| Equipo                    | PJ | Pagantes | Invitados | Total  | Recaudación (S/.) | Total anual | Recau. anual (S/.) |
| ------------------------- | -- | -------- | --------- | ------ | ----------------- | ----------- | ------------------ |
| Alianza Lima              | 1  | 30.873   | 1.568     | 32.441 | 1.329.666,40      | 228.763     | 3.796.754,01       |
| Universitario de Deportes | 1  | 40.029   | 2.047     | 42.076 | 1.730.725,60      | 191.820     | 4.006.781,70       |